# Kim Seong-soo (Politiker)
Kim Seong-soo (* 11. Oktober 1891 in der Provinz Jeollabuk-do, damaliges Korea, heutiges Südkorea; † 18. Februar 1955 in Seoul, Südkorea), andere Schreibweise auch Kim Sung Soo, war ein südkoreanischer Pädagoge, Journalist, Politiker und Unabhängigkeitsaktivist. Er war der zweite Vizepräsident Südkoreas (17. Mai 1951 bis 29. Mai 1952).

## Leben
Von 1910 bis 1914 studierte er an der japanischen Waseda-Universität. Ab 1915 war er Lehrer an der Joongang Highschool. 1920 gründete er die Tageszeitung Tōa Nippō. Von 1932 bis 1935 war er der Dekan der Korea University und von 1947 bis 1949 Gouverneur der Demokratischen Partei Koreas.